# أو. في. أوشا
أو. في. أوشا (بالإنجليزية: O. V. Usha) (4 نوفمبر 1948)؛ مؤلِّفة وشاعِرة غنائية، كاتِبة وشاعرة هندية. درست في جامعة دلهي.